# Si bémol et Fa dièse
Si bémol et fa dièse (A Song Is Born) est un film musical américain de Howard Hawks sorti en 1948.

## Synopsis
Plusieurs chercheurs en musicologie assez austères sont enfermés depuis des années pour écrire une encyclopédie sur la Musique. Un jour, deux Noirs fans de jazz, venus laver les vitres de leur immeuble, leur font découvrir ce genre musical qu'ils ne connaissent pas. Ils comprennent alors que pendant leur retraite volontaire, la musique a considérablement évolué, et certains d'entre eux décident d'aller à la rencontre de cette nouvelle expression musicale dans les boîtes de jazz de la ville. Le professeur Hobart Frisbee y rencontrera la chanteuse de boîte de nuit Honey Swanson. Petite amie d'un gangster, celle-ci se réfugiera chez les chercheurs en musicologie pour échapper à la police...

## Fiche technique
- Titre original : A Song Is Born
- Titre français : Si bémol et fa dièse
- Réalisation : Howard Hawks
- Scénario : Billy Wilder et Thomas Monroe basé sur l'histoire "From A to Z", Harry Tugend (adaptation) (non crédité)
- Dialogue : Helen McSweeney (non créditée)
- Direction artistique : Perry Ferguson et George Jenkins
- Décoratrice de plateau : Julia Heron
- Costumes : Irene Sharaff
- Maquillage : Robert Stephanoff
- Photographie : Gregg Toland
- Montage : Daniel Mandell
- Musique : Hugo Friedhofer et Emil Newman
- Producteur : Samuel Goldwyn
- Société de production : Samuel Goldwyn Productions
- Société de distribution : RKO Radio Pictures, Inc
- Budget : 2 400 000 $ US[1]
- Pays d’origine :  États-Unis
- Année : 1948
- Langue originale : anglais
- Format : couleur (Technicolor) – 35 mm – 1,37:1 – mono (Western Electric Recording)
- Genre : film musical, comédie
- Durée : 113 minutes
- Dates de sortie :
  - États-Unis : 19 octobre 1948
  - France : 24 novembre 1950

## Distribution
- Danny Kaye (VF : Maurice Nasil) : le professeur Hobart Frisbee
- Virginia Mayo : Honey Swanson
- Benny Goodman : le professeur Magenbruch
- Tommy Dorsey : lui-même
- Louis Armstrong : lui-même
- Lionel Hampton : lui-même
- Charlie Barnet : lui-même
- Mel Powell : lui-même
- Hugh Herbert : le professeur Twingle
- Steve Cochran : Tony Crow
- J. Edward Bromberg : Dr Elfini
- Felix Bressart : le professeur Gerkikoff
- Ludwig Stossel : le professeur Traumer
- O. Z. Whitehead : le professeur Oddly
- Esther Dale : Mlle Bragg

Et dans leurs propres rôles :
- Buck and Bubbles
- Page Cavanaugh Trio
- The Golden Gate Quartet
- Samba Kings

## Autour du film
- Il s'agit du remake « plan par plan » et en comédie musicale, d'un autre film d'Howard Hawks, Boule de feu, tourné en 1941, avec Barbara Stanwyck et Gary Cooper.
- Le film reprend la musique Stealing Apples de Fletcher Henderson, enregistrée en 1936.